# Placówka Straży Granicznej w Piwnicznej-Zdroju
Placówka Straży Granicznej w Piwnicznej-Zdroju – zlikwidowana graniczna jednostka organizacyjna Straży Granicznej realizująca zadania w ochronie granicy państwowej ze Republiką Słowacką.

## Formowanie i zmiany organizacyjne
Placówka Straży Granicznej w Piwnicznej-Zdroju (PSG SG w Piwnicznej-Zdroju) z siedzibą w miejscowości Piwniczna-Zdrój, powstała 24 sierpnia 2005 w strukturach Karpackiego Oddziału Straży Granicznej z przekształcenia Granicznej Placówki Kontrolnej Straży Granicznej w Piwnicznej-Zdroju (GPK SG w Piwnicznej).
Na podstawie Zarządzenia Nr 25 z 12 kwietnia 2013 Komendanta Głównego Straży Granicznej, 1 czerwca 2013 zakończyła funkcjonowanie Placówka Straży Granicznej w Piwnicznej-Zdroju. Dokonane w Karpackim Oddziale Straży Granicznej zmiany organizacyjne były elementem restrukturyzacji całej formacji po przyłączeniu Polski do Strefy Schengen i wynikały z koncepcji funkcjonowania Straży Granicznej na lata 2009–2015. Zadania na terenie sądeckim i gorlickim przejęła Placówka Straży Granicznej w Tarnowie, natomiast teren Limanowszczyzny został powierzony funkcjonariuszom stacjonującym w Zakopanem.
Obiekt, w którym mieściła się Placówka SG w Piwnicznej-Zdroju został przekazany Policji w celu przeniesienia do niego Komisariatu Policji Piwniczna-Zdrój.

## Ochrona granicy
15 stycznia 2008 zasięg terytorialny Placówki SG w Piwnicznej-Zdroju został powiększony o Powiat gorlicki, po rozformowanej 14 stycznia 2008 Placówce SG w Koniecznej. Celem takich działań było dostosowanie funkcjonowania straży granicznej do wymogów unijnych.

### Podległe przejścia graniczne
- Piwniczna-Mníšek nad Popradom – do 21.12.2007[7]
- Piwowarówka-Piľhov – do 21.12.2007[7]
- Eliaszówka-Eliášovka – do 21.12.2007[7] .

## Terytorialny zasięg działania
Stan z 1 sierpnia 2011

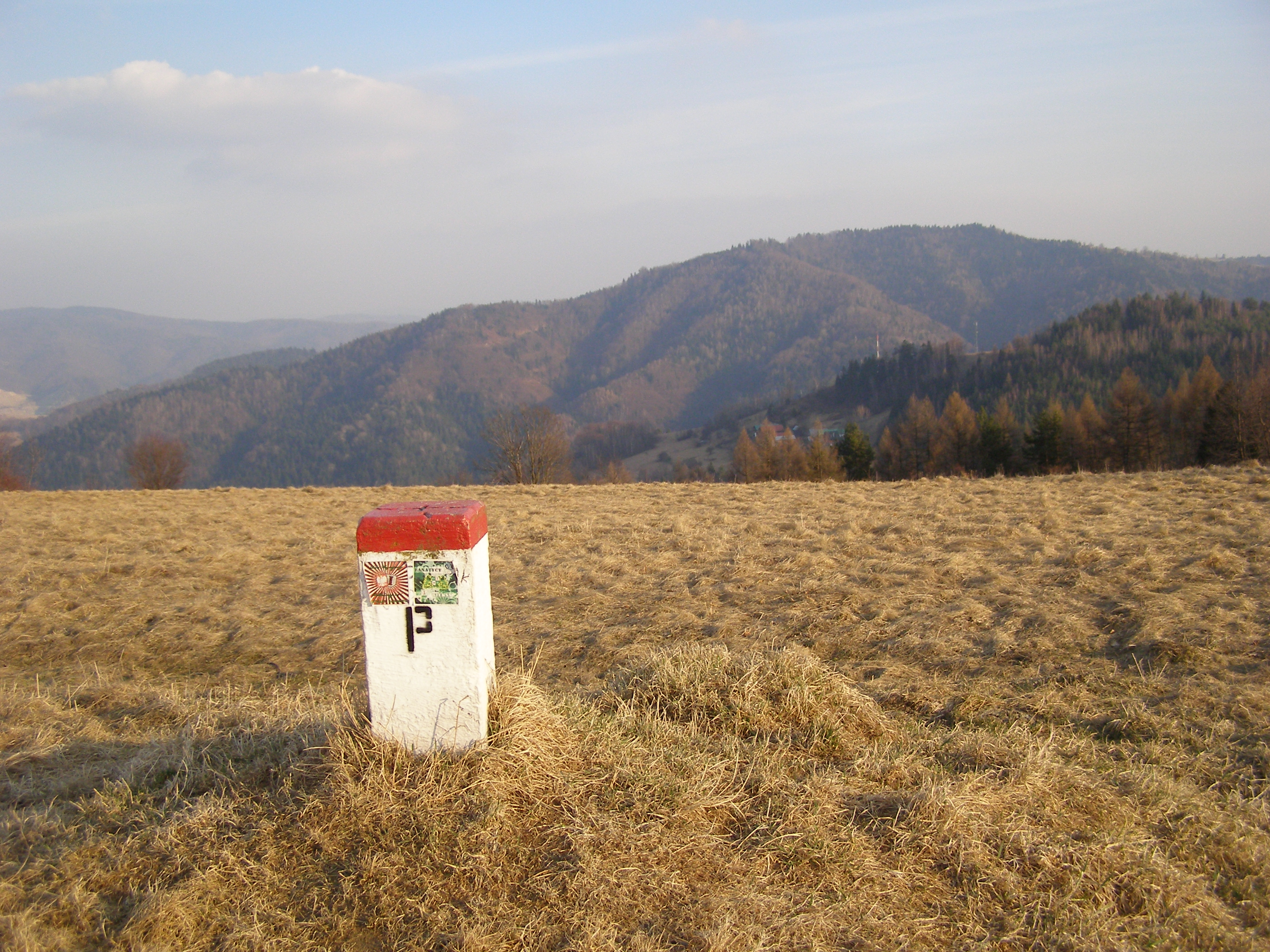
Granica polsko-słowacka w Beskidzie Sądeckim, znak graniczny w rej. Piwnicznej-Zdroju (marzec 2011)

Obszar działania Placówki Straży Granicznej w Piwnicznej-Zdroju obejmował odcinek granicy państwowej:
- Włącznie znak graniczny nr I/202, wyłącznie znak graniczny nr II/66.
- Zasięgiem swojego działania obejmował powiaty: nowosądecki, limanowski i gorlicki[4].
- W streie nadgranicznej linia rozgraniczenia z:

1. Placówką Straży Granicznej w Sanoku: włącznie znak graniczny nr I/202, dalej granicą gmin Krempna oraz Sękowa.
2. Placówką Straży Granicznej w Zakopanem: wyłącznie znak graniczny nr II/66, dalej granicą gmin Piwniczna-Zdrój, Rytro, Stary Sącz i Łącko oraz Szczawnica, Krościenko nad Dunajcem i Ochotnica Dolna.

- Poza strefą nadgraniczną obejmował powiaty: limanowski, gorlicki, nowosądecki, Nowy Sącz.

## Placówki sąsiednie
- Placówka SG w Zakopanem ⇔ Placówka SG w Sanoku – 01.08.2011.

## Komendanci placówki
- ppłk SG Janusz Sowa (był 05.10.2010)[9]
- mjr SG/ppłk SG Adam Jopek (do 31.05.2013) – do rozformowania[5].